# 면도 비누

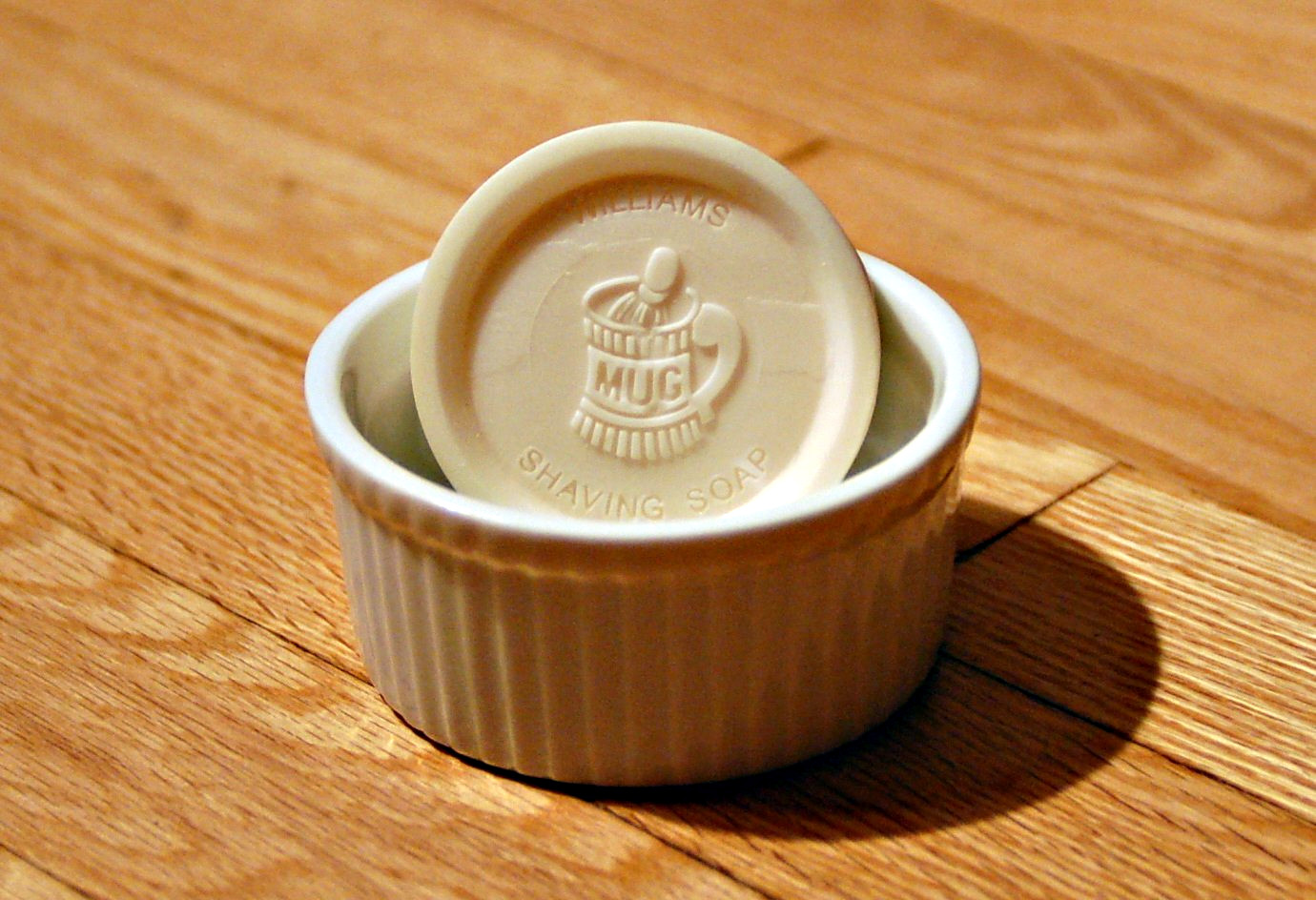
미국의 면도 비누인 윌리엄스

면도 비누는 면도솔로 거품을 내는 데 사용되는 단단한 비누다. 이 비누가 생성하는 거품은 면도 중 얼굴을 덮는 데 사용되어 면도를 준비하기 위해 얼굴털을 부드럽게 한다.
면도 비누는 짙고 오래 지속되는 거품을 많이 생산하지만 현대에 와서는 그 사용이 덜 널리 퍼졌으며 다양한 유형의 면도 크림에 밀려났다.